# Goliatmusseron
Goliatmusseron (Tricholoma matsutake), även känd under sitt japanska namn matsutake, tallsvamp, är en av världens dyrbaraste matsvampar. Den anses ofta vara en delikatess i klass med tryffel.
Före 1998 var arten i det närmaste okänd i Sverige, men under det året utförde Niclas Bergius en pilotstudie på goliatmusseron vid SLU (Lantbruksuniversitetet) i Uppsala. I den studien visades att goliatmusseronen vissa år förekommer rikligt på magra tallhedar i Norrland. I samma studie visades också med hjälp av DNA-analys att den svenska goliatmusseronen och japansk matsutake är samma art. Goliatmusseronen trivs i Sverige bäst på torra och öppna sandiga tallhedar i Norrland. Söderut växer den främst i magra hällmarkstallskogar och är där betydligt ovanligare. Det sydligast kända fyndet av goliatmusseron i Sverige är gjort utanför Laholm i södra Halland. Goliatmusseronen har även hittats på ett tiotal olika platser i Danmark.

## Handelsvara
Goliatmusseronen är mycket efterfrågad i Japan. Den inhemska produktionen av matsutake i Japan har minskat mycket kraftigt under senare hälften av 1900-talet. Detta till följd av angrepp från en nematod som dödar matsutakens värdträd – tallen. Matsutaken växer i symbios med tall och dör tallarna så försvinner även matsutaken. Tallens stora tillbakagång i Japan har bidragit till att kraftigt driva upp priserna på matsutake. Årsskörden av matsutake i Japan ligger numera på 100–200 ton jämfört med cirka 12 000 ton under 1940-talet. Matsutaken växer i de japanska bergen vilket dessutom gör att det krävs mycket arbete för att plocka den. Efterfrågan möts därför också av import från Kina, Korea, Kanada, USA, Algeriet, Marocko, Turkiet och även Sverige. Varje år importerar Japan cirka 3000 ton matsutake och Kina är den klart största leverantören sedan lång tid tillbaka. Priset på matsutake på den japanska marknaden är säsongsberoende och bestäms av kvalitet, tillgång och ursprung. I början av säsongen (slutet av september och en stor del av oktober månad) är efterfrågan på den inhemska matsutaken som störst och den kan då betinga ett pris uppåt 25 000 SEK per kg, medan värdet på importerad matsutake ligger runt 700–3000 SEK per kg.
Den ekonomiska föreningen Svamp i norr exporterar färsk svensk goliatmusseron till Japan. De säljer också färsk och torkad goliatmusseron på den svenska marknaden. Flera japanska experter anser att den svenska matsutaken är den näst bästa efter den inhemska, särskilt prisas smaken hos den svenska matsutaken. Med start år 2009 har leverans av svensk, färsk matsutake till lyxkrogar i Stockholm, Köpenhamn och Göteborg vuxit fram. Logistiken här är betydligt enklare än vid export till Japan och även mindre volymer kan bli aktuella för försäljning.

## Beredning och näringsvärde
Goliatmusseronens förnämligt kryddiga arom, som påminner om kanel, förhöjer kvaliteten på rätter med vild matsvamp och det finns många recept. Matsutake serveras gärna som soppa, risrätt eller grillad. Aromen kvarstår även efter tillagning. Den påstås vara förhållandevis rik på protein, fettfri och rik på vitaminer B1, B2, och D. Dessutom finns traditionell mytbildning om ett antal nyttiga välgörande hälsoegenskaper.